# Norbixin
Norbixin ist ein natürlicher Farbstoff und ein Xanthophyll. Es wird durch Extraktion aus den orangefarbigen Samen der Urucum- oder Achiotepflanze Annatto (Bixa orellana) gewonnen. Die Farbe kann gelblich variieren, je nach Konzentration. Erhältlich ist Norbixin als sprühgetrocknetes Pulver sowie als Lösung.

## Gewinnung
Norbixin kann durch Entfernen der äußeren Schicht der vorbereiteten Samen des Annattostrauches durch Abschleifen der Samen in kaltem Wasser und anschließende Extraktion mit Lösungsmitteln wie zum Beispiel Aceton, Methanol oder n-Hexan gewonnen werden.

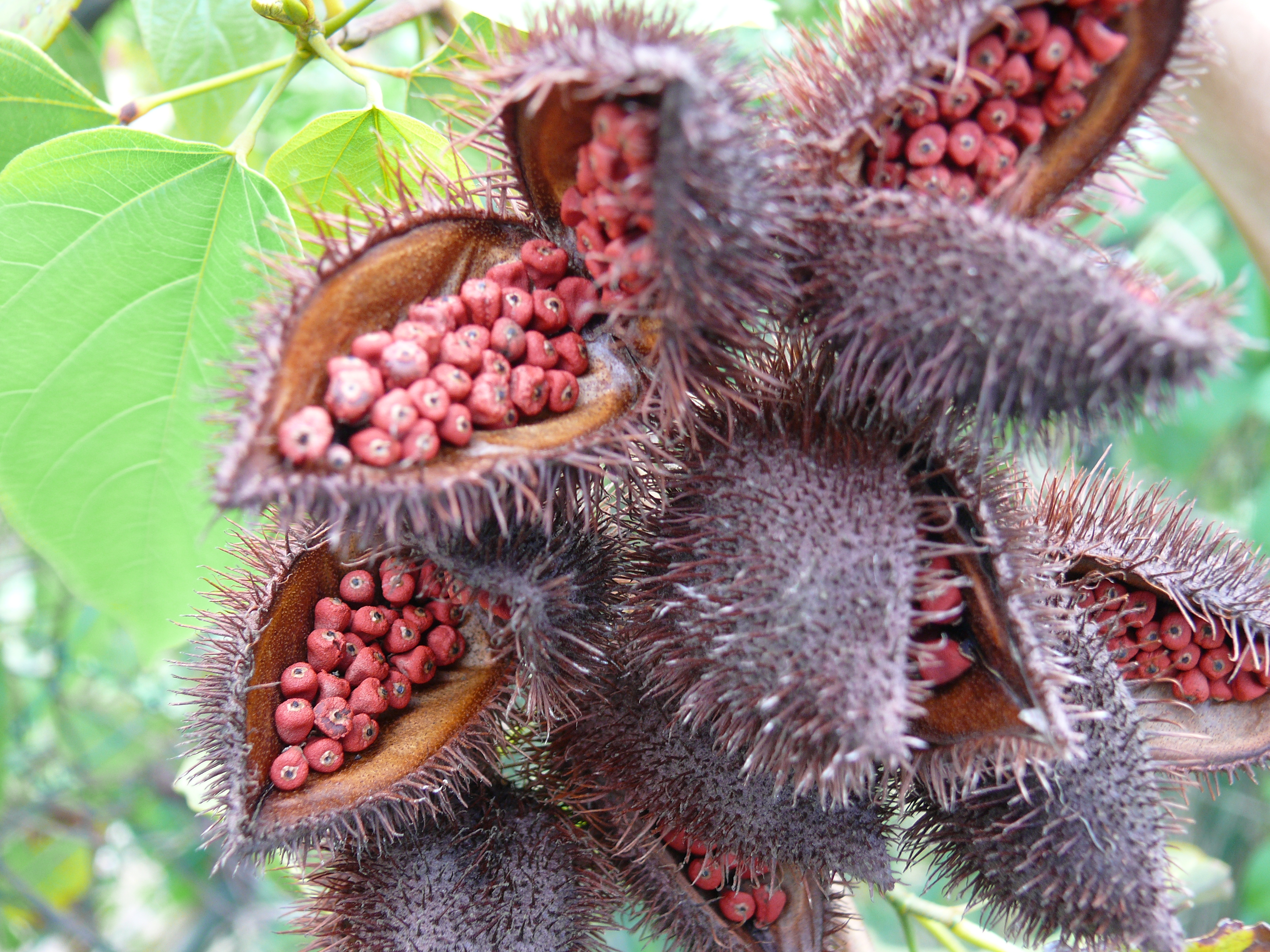
Aufbrechende Früchte des Annattostrauchs (Bixa orellana)

Die daraus resultierende Lösung ist angesäuertes Bixin, das dann gefiltert, getrocknet und der Niederschlag gemahlen wird. Dieser enthält hauptsächlich cis- und trans-Bixin, wobei der Hauptfarbstoff das cis-Bixin ist. Mit alkalischer Lauge kann Norbixin als entsprechendes Salz erhalten werden, wobei ebenfalls wieder cis-Norbixin der Hauptfarbstoff ist.

## Verwendung
Verwendet wird Norbixin hauptsächlich als Färbemittel für Lebensmittel. Es darf nur in bestimmten Lebensmitteln zu definierten Konzentrationen verwendet werden.
Einige Beispiele sind:
- Gebäck (max. 10 mg·kg−1)
- Desserts (max. 10 mg·kg−1)
- Käse, Schmelzkäse (max. 15 mg·kg−1)
- Speiseeis (max. 20 mg·kg−1)
- essbare Käse- und Wursthüllen (max. 20 mg·kg−1)
- Knabbergebäck aus Kartoffeln oder Getreide (max. 20 mg·kg−1)

Die empfohlene maximale Tagesdosis (AID): bis zu 2,5 mg·kg−1 Körpergewicht für Annatto und 0,065 mg·kg−1 Körpergewicht für Norbixin.

## Eigenschaften
Bei Kochen mit wässriger Kalilauge wird das cis-Norbixin (labiles Norbixin) in das all-trans-Norbixin überführt.